# 四馬分肥
四馬分肥是中華人民共和國建國初期私營企業和公私合營企業的營業額分配方式。在1956年三大改造完成前，企業營業額的30%作為稅收上交，10%至30%作為企業公積金，5%至15%作為職工獎金，剩下的25%分配給企業領導和股東。1956年三大改造完成後，企業營業額不再分配給企業領導和股東，而是由中國共產黨按照企業領導和股東的參股份額每年向他們支付5%的利息，利息一直支付至1966年9月文化大革命爆發。